# Born to Run
Born to Run là album phòng thu thứ ba của ca sĩ kiêm sáng tác nhạc người Mỹ Bruce Springsteen. Với những nỗ lực trong việc tiếp cận dòng nhạc thị trường hơn, album đã gặt hái thành công vang dội về thương mại với thành tích giành được vị trí số 3 tại bảng xếp hạng Billboard 200 và bán được hơn 6 triệu bản chỉ riêng tại Mỹ. Cả hai đĩa đơn đi kèm album, "Born to Run" và "Tenth Avenue Freeze-Out" là 2 ca khúc bất hủ của Springsteen. Ngoài ra, "Thunder Road" và "Jungleland" là những ca khúc vẫn thường xuyên xuất hiện tại các buổi trình diễn của anh.
Born to Run được phát hành ngày 25 tháng 8 năm 1975 bởi Columbia Records, và nhanh chóng được coi là một trong những album nổi tiếng nhất của nền âm nhạc đại chúng. Ngày 14 tháng 11 năm 2005, nhân dịp 40 năm phát hành album, một ấn bản đặc biệt đã được phát hành bổ sung thêm 2 DVD phim tài liệu và phim hòa nhạc. Album còn được chỉnh âm một lần nữa vào năm 2014 bởi Bob Ludwig – người luôn cộng tác với Springsteen từ năm 1982 – và trở thành một phần trong tuyển tập boxset The Album Collection Vol. 1 1973–1984 bao gồm 7 album phòng thu đầu sự nghiệp của Springsteen. Sản phẩm sau đó cũng được chỉnh âm thành một đĩa đơn.

## Thu âm
Springsteen tiến hành việc thực hiện album mới ngay sau khi hoàn thành album trước đó, The Wild, the Innocent and the E Street Shuffle, phát hành năm 1973. Anh có một ngân sách khổng lồ nhằm thực hiện một album hứa hẹn thành công về mặt thương mại, nên anh đã vô cùng quyết tâm dù rất khó khăn khi giam mình trong 4 bức tường của phòng thu. Sau khi bản thu nháp của "Born to Run" được phát hành qua sóng radio, rất nhiều người dự đoán Springsteen sẽ sớm phát hành album mới.
Born to Run ghi nhận nhiều cải tiến từ Springteen. Khác với Greetings from Asbury Park, N.J. và The Wild, the Innocent and the E Street Shuffle, các ca khúc có nhiều cảm hứng từ cuộc sống ở New Jersey, cũng như từ những cố gắng đi tìm thứ âm nhạc đích thực cho người nghe. Anh cũng đã có nhiều đột phá trong ca từ, khi nam ca sĩ ví album như "nơi tôi bỏ đi những quan điểm thời thanh niên về tình yêu và tự do, một thứ ranh giới rõ ràng." Thêm vào đó, Springsteen cũng dày công chỉnh sửa ca khúc trong phòng thu hơn rất nhiều so với 2 album trước đó của mình. Album chiếm của Springsteen tới tận hơn 14 tháng thực hiện, trong đó riêng ca khúc "Born to Run" đã ngốn của anh ròng 6 tháng. Suốt quãng thời gian đó, anh đã trải qua cả những khoảnh khắc tức giận và thất vọng, và nói anh nghe được thứ âm thanh mà anh không thể giải thích được với mọi người trong phòng thu. Cũng lúc đó, Springsteen mời Jon Landau tới hỗ trợ việc thu âm và đây cũng là lúc anh kết thúc mối quan hệ với nhà sản xuất cũ của mình, Mike Appel, để nhờ Landau đảm nhiệm luôn cả hai công việc. Đây còn là album đầu tiên của Springsteen có sự góp mặt của nghệ sĩ piano Roy Bittan và Max Weinberg (mặc dù David Sancious và Ernest "Boom" Carter mới lần lượt là những người chơi piano và trống trong bài hát tiêu đề); trước khi họ rời ban nhạc lúc sản phẩm được hoàn tất vào tháng 8 năm 1974. Album được ghi chép cẩn thận để chọn tông cho từng ca khúc (các ca khúc đều được sáng tác cho piano chứ không phải guitar) và Phil Spector là người phụ trách phần hòa âm và thực hiện sản xuất. Springsteen nói anh muốn nghe "Born to Run" "như Roy Orbison hát nhạc Bob Dylan và được thu âm bởi Spector". Hầu hết các ca khúc đều được lần đầu thu âm bởi Springsteen, Weinberg, Britan, Talent và các nghệ sĩ khác.
Trong bản LP, Springsteen xây dựng cấu trúc "4 góc" với 2 ca khúc mở đầu mỗi mặt ("Thunder Road", "Born to Run") là những lời ca ngợi tự do, trong khi những ca khúc kết thúc ("Backstreets", "Jungleland") là cảm xúc buồn bã của thất bại và sự thất vọng. Ban đầu, anh định để hai bản thu của "Thunder Road" làm mở đầu và kết thúc album. Ca khúc "Meeting Across the River" có tên lúc đầu là "The Heist". Bìa đĩa gốc có phông chữ viết theo dạng chữ graffiti, được phát hành với số lượng rất hạn chế và được coi là "vết sạn nhỏ" trong sự nghiệp của Springsteen.

## Phát hành và quảng bá
Columbia Records đã huy động một hệ thống quảng bá cho album tiêu tốn tới 250.000 USD. Born to Run xuất hiện trong Top 10 của Billboard 200 ở tuần thứ 2 ra mắt và sớm có được chứng chỉ Vàng. Tờ Time và Newsweek cùng để ảnh của Springsteen lên trang bìa trong số ra ngày 27 tháng 10 năm 1975. Jay Cocks của Time vô cùng thích thú với Bruce, trong khi tờ Newsweek ca ngợi anh như là một "Bob Dylan mới". Thậm chí nhiều người còn nghi vấn liệu có thực Springsteen tài năng tới vậy hay chỉ là sản phẩm của ngành công nghiệp âm nhạc.
Trái với những lời tán tụng của Columbia, Bruce tỏ ra khá tức giận: "Nói tôi là tương lai của nhạc Rock là một sai lầm tệ hại, và tôi có thể sẽ bóp cổ ai dám nói tới điều đó." Khi Springsteen tới Anh lần đầu cho buổi diễn tại Hammersmith Odeon, anh yêu cầu gỡ bỏ tấm poster có câu "Cuối cùng cả thế giới đã sẵn sàng với Springsteen" dán ở lobby, cùng với đó là việc cấm để dòng chữ "Tôi đã thấy tương lai của Rock 'n' roll tại Hammersmith Odeon". Thực sự cảm thấy có vấn đề, Columbia buộc phải hủy khá nhiều buổi phỏng vấn của Springsteen. Khi những tranh cãi lắng xuống cũng là lúc album rơi khỏi bảng xếp hạng sau 29 tuần, song nó vẫn kịp giúp Springsteen có một lượng fan vô cùng lớn mà sau này anh luôn trông đợi.
Ở tuần đầu tiên sau khi phát hành, Born to Run chỉ có vị trí khiêm tốn số 84 tại Billboard 200 (ngày 13 tháng 9 năm 1975). Ở tuần thứ hai, nó chen chân vào top 10 với vị trí số 8, rồi nhích lên vị trí số 4 ở tuần tiếp theo trước khi đạt vị trí cao nhất vào tuần 11-18 tháng 10 ở vị trí số 3.
Born to Run cũng quay trở lại Billboard sau khi The River và Born in the U.S.A. phát hành. Album nhận chứng chỉ Bạch kim bởi RIAA vào năm 1986.
Năm 1987, Rolling Stone xếp album ở vị trí số 8 trong danh sách 100 album xuất sắc nhất trong vòng 20 trở lại. Năm 2004, tờ báo xếp Born to Run ở vị trí số 18 trong danh sách 500 album vĩ đại nhất. Năm 2001, khán giả của VH1 bầu chọn album ở vị trí 27 trong số các album mọi thời đại và Zagat Music Guide đánh giá đây là album được biết tới nhiều nhất trong cuộc thăm dò năm 2003.
Born to Run nằm trong danh sách thu âm được lưu trữ bởi Thư viện Quốc hội Mỹ.

## Đánh giá chuyên môn
| Đánh giá chuyên môn       | Đánh giá chuyên môn |
| Nguồn đánh giá            | Nguồn đánh giá      |
| Nguồn                     | Đánh giá            |
| ------------------------- | ------------------- |
| AllMusic                  | [ 20 ]              |
| Blender                   | [ 21 ]              |
| Robert Christgau          | A                   |
| Pitchfork                 | (10/10)             |
| Rolling Stone             | (rất tích cực)      |
| Rolling Stone Album Guide | [ 24 ]              |
| Sputnikmusic              | [ 25 ]              |

## Trình diễn trực tiếp
Các ca khúc của Born to Run được biểu diễn rất nhiều trong giai đoạn từ giữa năm 1974 kéo tới hết những chương trình tour diễn của Springsteen vào năm 2009. Springsteen và The E Street Band lần đầu tiên hát hoàn chỉnh cả album trong một chương trình từ thiện tại Nhà hát Count Basie ở Red Bank, New Jersey ngày 7 tháng 5 năm 2008. Họ làm điều đó một lần nữa trong buổi diễn ngày 20 tháng 9 năm 2009 tại United Center ở Chicago, Illinois và một vài chương trình phụ trong tour diễn mùa thu năm 2009, Working on a Dream Tour.

## Bìa đĩa
Bìa của Born to Run là một trong những bìa nổi tiếng nhất và hay được bắt chước nhất. Bức ảnh được chụp bởi Eric Meola, người đã chụp Springteen tới 900 kiểu chỉ trong có hơn 3 tiếng đồng hồ. Tất cả những bức ảnh đó có thể được tìm thấy trong Born to Run: The Unseen Photos.
Bức ảnh là hình của Springsteen đang cầm trong tay cây Fender Broadcaster khi anh đang bám vào vai của nghệ sĩ saxophone Clarence Clemons. "Có nhiều thứ khác nữa, Meola nói, nhưng khi tôi nhìn vào những tấm âm bản, chỉ có bức ảnh này khiến tôi thích thú. Đột nhiên, chúng tôi biết đâu là thứ chúng tôi cần." Dòng chữ được sử dụng phông rất nhỏ cũng mang dụng ý nghệ thuật: một cảm xúc mới, một thiết kế cũ.
Vài album đã bắt chước khung hình nổi tiếng này của Springsteen và Clemons, như trong album Next Position Please của Cheap Trick, Born Not to Run: More Disrespectful Car Songs của Tom và Ray Magliozzi của chương trình Car Talk, Born to Migrate của Kevin & Kell, Born to Add của hai nhân vật Bert và Cookie Monster của chương trình Sesame Street. Nó cũng được bắt chước trong bản thu hát lại của ca khúc "Thunder Road" bởi Frank Turner.

## Danh sách ca khúc
Tất cả các ca khúc đều được viết bởi Bruce Springsteen.
Mặt A
1. "Thunder Road" – 4:49
2. "Tenth Avenue Freeze-Out" – 3:11
3. "Night" – 3:00
4. "Backstreets" – 6:30

Mặt B
1. "Born to Run" – 4:31
2. "She's the One" – 4:30
3. "Meeting Across the River" – 3:18
4. "Jungleland" – 9:34

## Thành phần tham gia sản xuất
| The E Street Band - Bruce Springsteen – hát chính, lead guitar, guitar nền, harmonica, định âm - Roy Bittan – piano, organ, Fender Rhodes, hát nền - Ernest "Boom" Carter – trống trong "Born to Run" - Clarence Clemons – saxophone, sắc xô, hát hền - Danny Federici – organ, chuông trong "Born to Run" - Suki Lahav – violin trong "Jungleland" - David Sancious – piano, organ trong "Born to Run" - Garry W. Tallent – bass - Steven Van Zandt – hát nền trong "Thunder Road", hòa âm dàn hơi - Max Weinberg – trống Các nghệ sĩ khác - Wayne Andre – trombone - Mike Appel – hát nền - Michael Brecker – tenor saxophone - Randy Brecker – trumpet, flugelhorn - Richard Davis – double bass - David Sanborn – baritone saxophone | Sản xuất - John Berg, Andy Engel – thiết kế - Greg Calbi, Bob Ludwig – chỉnh âm - Charles Calello – chỉ huy và phối khí dàn nhạc - Eric Meola – chụp ảnh - Steven Van Zandt – hòa âm dàn hơi trong "Tenth Avenue Freeze Out" Kỹ thuật viên - Andy Abrams - Angie Arcuri - Ricky Delena - Jimmy Iovine - Louis Lahav - Thom Panunzio - Corky Stasiak - David Thoener |

## Ấn bản kỷ niệm 30 năm phát hành
Ngày 4 tháng 11 năm 2005, Columbia Records phát hành Born to Run 30th Anniversary Edition trong đó có:
- Album chỉnh âm từ nguyên bản gốc: CD có màu đen với nhãn đĩa của bản vinyl, thay thế bản LP 4 bài mỗi mặt bằng một CD 8 ca khúc.
- DVD Wings For Wheels là thước phim tài liệu về quá trình thực hiện album, sau này được giải Grammy năm 2007 cho Video nhạc (dài) xuất sắc nhất. Bộ phim có thêm ba bản thu live buổi diễn ngày 1 tháng 5 năm 1973 tại nhà hát Ahmanson ở Los Angeles.
- DVD Bruce Springsteen & The E Street Band Hammersmith Odeon, London '75 là bản thu hoàn chỉnh của buổi diễn ở Hammersmith Odeon ở London ngày 18 tháng 11 năm 1975. DVD theo kèm một CD có tên Hammersmith Odeon London '75.

Trên Best Buy, ấn phẩm này còn có thêm 1 CD là bản chép của đĩa đơn "Born to Run".
Ấn phẩm này cũng có mặt trên Billboard 200 từ ngày 3 tháng 12 năm 2005 ở vị trí số 18 với 53.206 bản được bán. Nó có mặt trong bảng xếp hạng trên 6 tuần.

## Xếp hạng
Album
| Năm  | Bảng xếp hạng    | Vị trí cao nhất | Ghi chú                              |
| ---- | ---------------- | --------------- | ------------------------------------ |
| 1975 | US Record World  | 1               |                                      |
| 1975 | US Billboard 200 | 3               |                                      |
| 1975 | UK Albums Chart  | 36              |                                      |
| 1980 | US Billboard 200 | 66              |                                      |
| 1985 | US Billboard 200 | 101             |                                      |
| 1985 | UK Albums Chart  | 17              |                                      |
| 2005 | US Billboard 200 | 18              | Born to Run 30th Anniversary Edition |

Đĩa đơn
| Năm  | Đĩa đơn                   | Bảng xếp hạng               | Vị trí cao nhất |
| ---- | ------------------------- | --------------------------- | --------------- |
| 1975 | "Born to Run"             | US Billboard Hot 100        | 23              |
| 1975 | "Born to Run"             | US Cash Box Top 100 Singles | 17              |
| 1976 | "Tenth Avenue Freeze-Out" | US Billboard Hot 100        | 83              |
| 1976 | "Tenth Avenue Freeze-Out" | US Cash Box Top 100 Singles | 63              |